# Ike Williams
Ike Williams (Brunswick, 2 agosto 1923 – 5 settembre 1994) è stato un pugile statunitense.
Campione del mondo dei pesi leggeri dal 1946 al 1951, È stato campione del mondo di pugilato dei pesi leggeri.  Ha vinto il  mondiale dei pesi leggeri nell'aprile 1945 e ha difeso con successo il titolo otto volte contro sei diversi pugili prima di perdere il campionato contro Jimmy Carter nel 1951.  Williams era noto per il suo grande destro ed è stato nominato nella lista dei 100 più grandi pugili di tutti i tempi della rivista The Ring e anche come combattente dell'anno della rivista The Ring per il 1948.  Williams è stato il combattente dell'anno della rivista The Ring per il 1948, è stato inserito nella The Ring Boxing Hall of Fame (sciolta nel 1987) ed è stato uno dei primi ad essere inserito nell'International Boxing Hall of Fame nel 1990 .

## Altri progetti

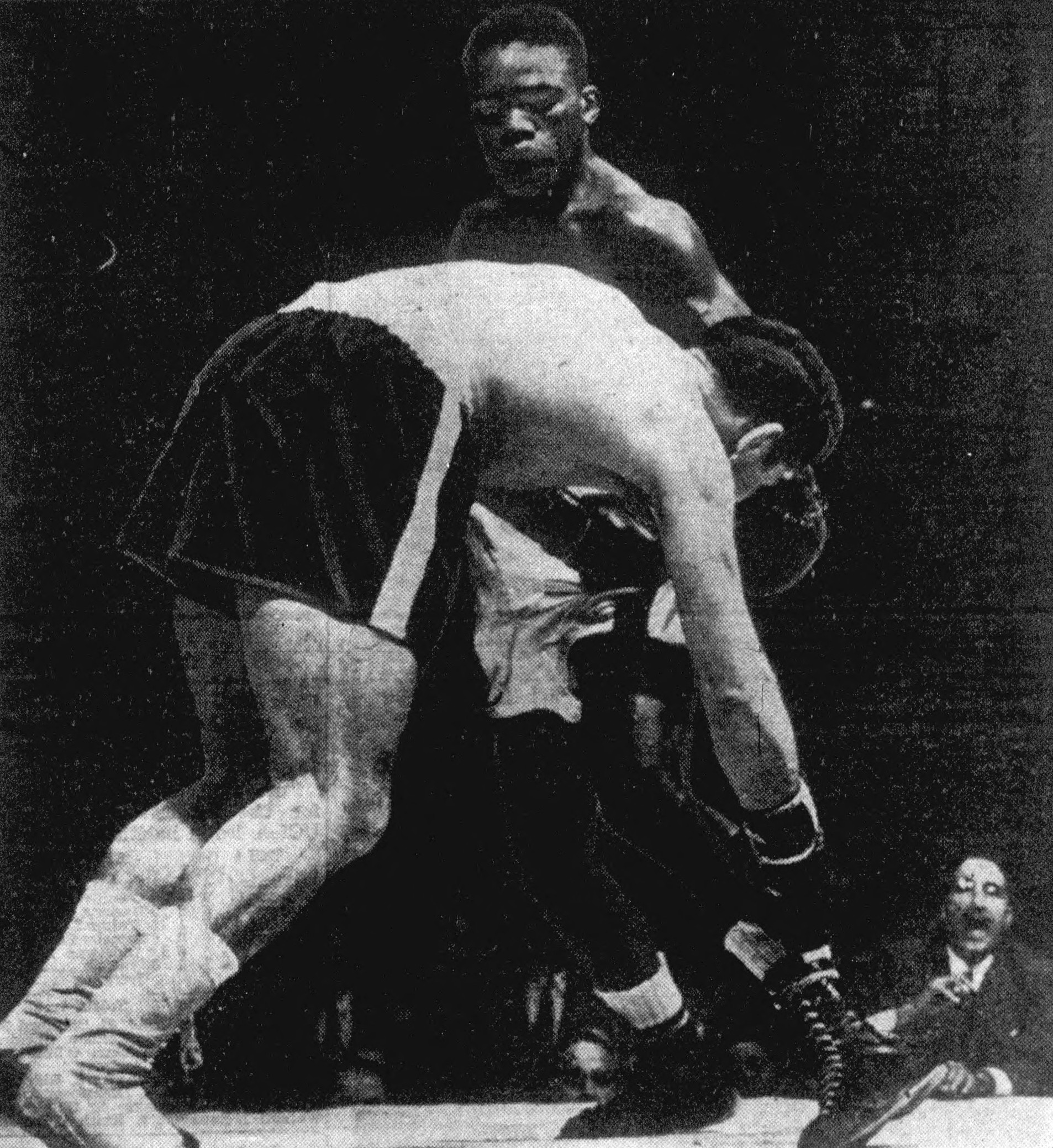
ike williams in un incontro contro con il pugile Josè María Gatica (1951)